# Cartelle
Cartelle es un municipio español situado en la parte occidental de la provincia de Orense, en la comunidad autónoma de Galicia. Pertenece a la comarca de Tierra de Celanova. Cuenta con una población de 2500 habitantes (INE 2024).

## Historia
Situado en la cuenca del río Arnoya, pertenece a la comarca de Celanova, cuyo monasterio ejerció su dominación en toda el área durante el periodo feudal.
Hacia mediados del siglo XIX, el municipio tenía contabilizada una población de 3945 habitantes. Aparece descrito en el quinto volumen del Diccionario geográfico-estadístico-histórico de España y sus posesiones de Ultramar de Pascual Madoz con las siguientes palabras:

CARTELLE: ayunt. en la prov. y dióc. de Orense (3 leg.), part. jud. de Celanova, (1/4) aud. terr. y c. g. de la Coruña (30): sit. entre los r. Miño y Arnoya, con libre ventilacion y clima sano. Comprende las felig. de Anfeoz, Sta. Eulalia; Cartelle, Sta Maria (cap.); Conjil, Sta. Maria; Sabucedo, San Pedro, Sande, San Salvador, Seixadas, San Juan, y Villar de Vacas, Sta. Maria. Confina el término municipal por N. ayunt. de Castrelo de Miño; E. con el de Merca; S. con el de Villanueva de los Infantes, y O. con el de Arnoya. El terreno participa de monte y llano y es de buena calidad; le cruza de N. á S. un riach. que recogiendo las vertientes de las alturas, confluye en el r. Arnoya, el cual pasa por el estremo meridional del término, teniendo varios puentes. Los caminos son locales y en regular estado, yendo uno de ellos á empalmar con la carretera que desde Orense va á Tuy, Vigo y Pontevedra. El correo se recibe en Rivadavia. prod.: cereales, legumbres, castañas, hortalizas, lino, bastante vino, leña y yerbas de pasto para alimento de ganado vacuno, caballar, de cerda, lanar y cabrio; hay caza y pesca de varias clases. ind. y comercio: la agricultura, ganaderia, varios molinos harineros, telares de lienzos ordinarios y alfareria: las especulaciones comerciales se reducen á la estraccion de vino y demas frutos sobrantes, é importacion de géneros de vestir y demas art. necesarios. pobl.: 789 vec, 3,945 alm. contr. 42,961 rs.
(Madoz, 1846, p. 601)

## Geografía humana

### Demografía
Cuenta con una población de 2500 habitantes (INE 2024).
| Gráfica de evolución demográfica de Cartelle entre 1842 y 2021                                                        |
| |
| Población de derecho según los censos de población del INE. Población de hecho según los censos de población del INE. |

### Organización territorial
El municipio está formado por noventa y ocho entidades de población distribuidas en doce parroquias:
- Anfeoz (Santa Eulalia)[9]
- Cartelle (Santa María)
- Coujil[7] (Santa María)[10]
- Espiñoso (San Miguel)
- Maravillas[7]
- Mundil[7] (Santa María)[11][8]
- Penela (Santiago)
- Sabucedo de Montes (San Pedro)
- Sande (San Salvador)
- Santo Tomé[7]
- Seijadas[7] (San Juan)[12]
- Villar de Vacas[7] (Santa María)[13]